# Pachylepyrium carbonicola
Pachylepyrium carbonicola är en svampart som först beskrevs av A.H. Sm., och fick sitt nu gällande namn av Rolf Singer 1958. Pachylepyrium carbonicola ingår i släktet Pachylepyrium och familjen Strophariaceae.   Inga underarter finns listade i Catalogue of Life.

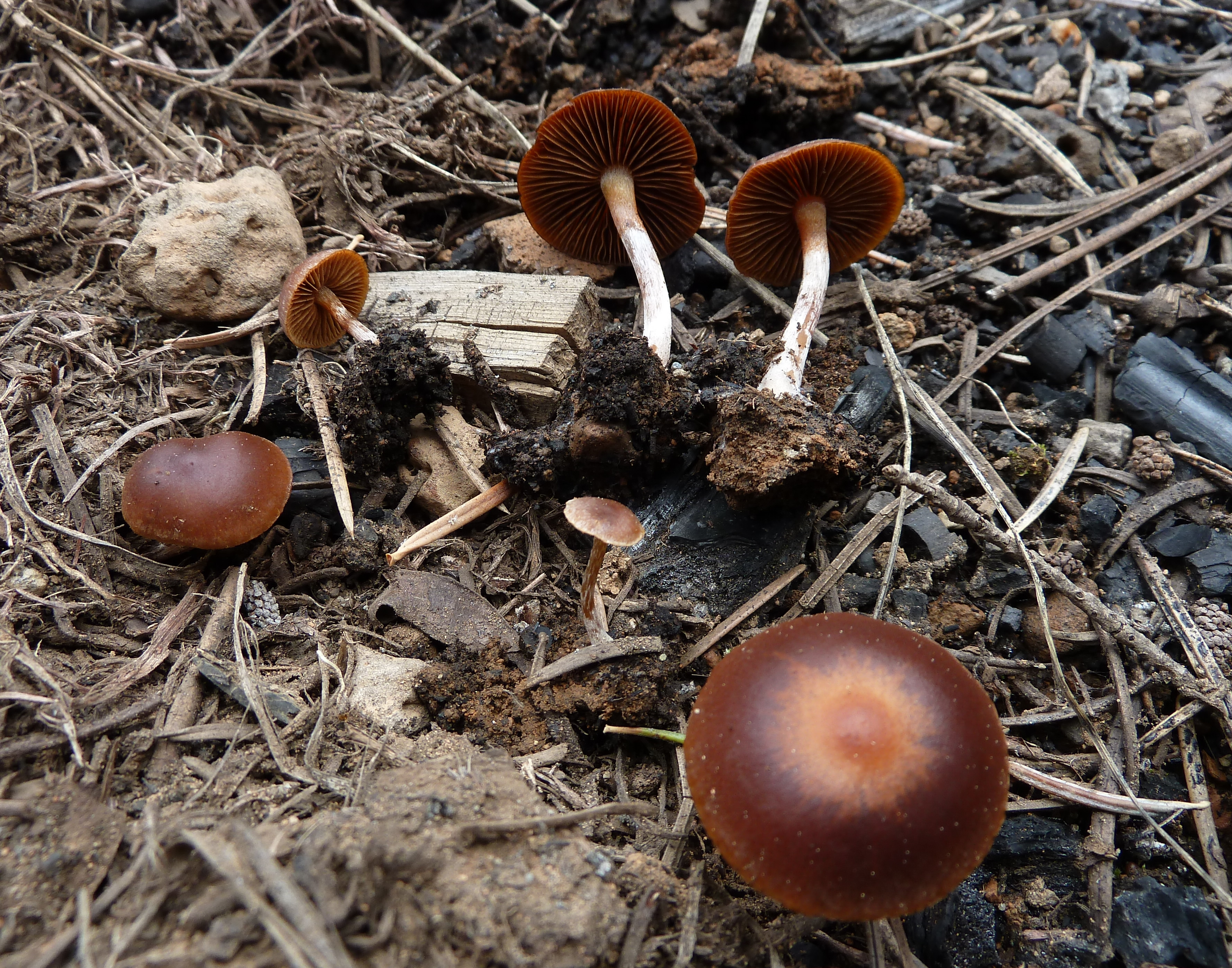